# بوب غريغ
بوب غريغ (بالإنجليزية: Bob Gregg)‏ (4 فبراير 1904 في المملكة المتحدة - 1991) هو لاعب كرة قدم بريطاني (وحمل سابقاً جنسية المملكة المتحدة لبريطانيا العظمى وأيرلندا) في مركزي مهاجم داخلي والهجوم. لعب مع برمنغهام سيتي وتشيلسي وشيفيلد وينزداي وكولتشستر يونايتد ونادي سليغو روفرز ونادي بوسطن يونايتد ودارلينجتون إف سى.